# Satyrus ornata
Satyrus ornata är en fjärilsart som beskrevs av Schultz 1910. Satyrus ornata ingår i släktet Satyrus och familjen praktfjärilar. Inga underarter finns listade.